# Качкін Йосип Йосипович
Ка́чкін Йо́сип Йо́сипович (нар. 1919 — 1941, район Ірпеня, СРСР) — радянський футболіст, що виступав на позиції лівого крайнього нападника у київських клубах «Локомотив» та «Динамо». Загинув під час оборони Києва в районі Ірпеня.